# Балиал
Балиал — вершина Дюльтыдагского хребта Большого Кавказа в России (Рутульский район, Дагестан). Высота 4007 м. Отличается чрезвычайной крутизной склонов.
Происхождение названия неизвестно.

## Географическое положение
Гора расположена в Рутульском райое, в пределах хребта Дюльтыдаг, между тремя перевалами: на западе — Лаказани, на востоке — Чульты, на юге — Гунтуца.
Является водоразделом рек Казикумухское Койсу и Карасамур.

### Климат
Средняя годовая температура 0 °C, января — 8 °C, июля — 12 °C.
Осадков — 1000 мм в год.

### Почвы
Почвы горно-луговые и горно-каштановые. Склоны сильно подвержены водной эрозии.
Содержание гумуса в почве очень низкое..

## Растительность
У подножий альпийские луга, на склонах и вершине высокогорная (петрофильная) растительность. Редкими растениями являются: асфоделина жёлтая, лилия однобратственная..

## Животный мир
Среди крупных животных нередки: переднеазиатский леопард, кавказский улар. Редким видом является переднеазиатский леопард.